# Космос-1619
Космос-1619 је један од преко 2400 совјетских вјештачких сателита лансираних у оквиру програма Космос.
Космос-1619 је лансиран са космодрома Плесецк, СССР, 15. јануара 1985. Ракета-носач Ф-2 је поставила сателит у орбиту око планете Земље. Маса сателита при лансирању је износила 40 килограма. Космос-1619 је био комуникациони сателит.